# ダイヤモンドの月
『ダイアモンドの月』は日本の映画作品。野火明監督。青年漫画雑誌主催の自主映画コンペで優勝し、ツイ・ハークから絶賛された。野火はその後プロデビューしたが、『シークレットワルツ』一作のみとなった。

## あらすじ
色目や窃盗で男から金を巻き上げ、その日暮らしを送る若い女がいた。女はあるとき町でパントマイムをやっている心優しい青年と恋に落ち、夢見がちな自分の将来像を彼に語る。後日、女はヤクザに体を売るふりをして金を盗もうとした際に、シャワーから戻ってきたヤクザと格闘になって相手を殺害する。町に居られなくなった女は、何も知らない青年と最後に貸しシャワー室でひとときを過ごし、シャワーを浴びる彼を待つ間、月を見上げて幸福感に浸る。それもつかの間、突然何者かが女を拉致し、青年がシャワーから戻るとそこには彼女の切り落とされた手首だけが残されていた。
やがて青年は何事もなかったかのように日常に戻りパントマイムを続けるが、その頃、女は四肢を切られた無残な姿で町の片隅を芋虫のように這っていた。女はすでに瀕死であったが笑顔で空を見上げ、青年との幸せな日々に想いを馳せる。

## 音楽
- エリック・サティ
- G線上のアリア（バッハ）

## 受賞
- 1992年 ゆうばり国際冒険ファンタスティック映画祭 自主映画部門 グランプリ、BJシネマ大好き映像大賞 グランプリ
- 1995年 ひろしま映像展 グランプリ